# Documento di trasporto
Il Documento di trasporto (in acronimo DDT ) è un documento previsto dalla legge italiana in tema di trasporto delle merci, che in vari casi ha sostituito un precedente documento denominato "bolla di accompagnamento". Con l'introduzione di un sistema gestionale informatico, il DDT è uno dei primi documenti (insieme alla fattura, all'ordine, alla bolla di lavorazione, alla distinta di prelievo) a essere configurati e implementati.

## Storia
Il D.P.R. 6 ottobre 1978, n. 627 aveva introdotto la bolla di accompagnamento, allo scopo di monitorare in maniera puntuale ed efficace la circolazione delle merci sul territorio nazionale; il suo porto era obbligatorio nel trasporto di beni viaggianti a meno che non fosse stata in precedenza emessa fattura ovvero altro documento previsto dall’articolo 21 del D.P.R. 26 ottobre 1972, n. 633. Successivamente il documento di trasporto venne introdotto dal D.P.R. 14 agosto 1996 n. 472, con efficacia dal 27/09/1996, sopprimendo contestualmente l'obbligo della bolla tranne che per alcune specifiche tipologie di prodotti.

## Funzione
Viene emesso per giustificare il trasferimento di un materiale da cedente a cessionario attraverso il trasporto dello stesso, sia che lo stesso venga effettuato in conto proprio dal mittente o dal destinatario, sia che lo stesso venga affidato ad un trasportatore. Deve essere emesso prima della consegna o della spedizione della merce con l'indicazione degli elementi principali dell'operazione. Può anche essere sostituito dalla fattura accompagnatoria nei casi consentiti.
Il documento è in formato libero, ossia nessun vincolo di forma, dimensioni o tracciato e deve essere emesso in un minimo di due copie (diversamente dalla bolla di accompagnamento che prevedeva l'emissione di tre copie "valide"): una deve essere trattenuta e conservata dall'emittente; l'altra deve essere consegnata al cessionario in accompagnamento della merce ceduta e trasportata.
Per motivi storici è sovente denominato bolla o, nel caso dei piccoli colli, bollettino, parimenti ai documenti di origine straniera con medesima funzione.

## Contenuto
Il documento deve riportare i seguenti dati:
- il numero progressivo
- generalità dei soggetti coinvolti. Nome e cognome in caso di persone fisiche o ragione sociale e relativamente al soggetto emittente il suo numero di partita IVA
- la data;
- le generalità del cedente dell'eventuale incaricato al trasporto;
- la quantità dei beni trasportati suddivisa per voce/articolo;
- il numero di colli;
- il peso dei beni da trasportare;
- l'aspetto esteriore dei beni (cassoni, scatole, sfuso, vassoi, bobine, ecc. oppure "a vista");
- la descrizione dei beni trasportati con l'indicazione della natura e qualità degli stessi.

Anche se non obbligatorio, è opportuno che il documento di trasporto rechi l'indicazione della causale del trasporto (vendita o movimentazione a titolo non traslativo, quale ad esempio conto lavoro, riparazione, campionatura, esposizione, ecc.) e il termine di resa del trasporto. Nelle note, per agevolare le fasi di accettazione merci del ricevente, si può specificare facoltativamente la quantità dei pallet (se applicabile), a meno che non sia allegata una distinta di imballaggio (detta packing list). È bene ricordare che il numero progressivo del DDT viene in seguito ripreso nella fattura differita che deve avvenire entro il 15 del mese successivo a quello di consegna/spedizione.

## Obbligo di bolla
L'emissione di bolla di accompagnamento permane per alcuni beni quali:
- tabacchi e fiammiferi;
- prodotti soggetti ad accisa;
- prodotti soggetti a eventuali imposte di consumo;
- prodotti soggetti al regime di vigilanza fiscale di cui agli articoli 21, 27 e 62 del d.lgs. 26 ottobre 1995, n. 504.

### Riferimenti normativi
- DPR 14 agosto 1996, n. 472
- DPR 26 ottobre 1972, n. 633
- Art. 4 della Legge 13 agosto 2010, n. 136